# Bauhelfer-Unfallversicherung
Die Bauhelfer-Unfallversicherung soll Risiken abdecken, die bei der Mithilfe von Freunden und Verwandten – also allen nicht gewerblich tätigen Personen – auf einer privaten Baustelle zu Schäden führen können. Dabei ist zwischen einer privaten Versicherung bei einem Versicherungsunternehmen und der gesetzlichen Pflichtversicherung bei der Berufsgenossenschaft zu unterscheiden.

## Pflichtversicherung
Versicherungsträger der gesetzlichen Pflichtversicherung sind die Berufsgenossenschaften. Bei ihr hat der Bauherr sein Bauvorhaben anzumelden, unabhängig davon ob die mitarbeitenden Personen bereits durch private Versicherung abgesichert sind. Der Bauherr und sein Ehegatte sind hierbei nicht mitversichert. Sie können aber mit dem Versicherungsträger eine freiwillige Bauherrenversicherung eingehen. Der zu entrichtende Beitrag bemisst sich auf der Basis der Zahl der geleisteten Arbeitsstunden und einem marktgerechten, fiktiven Entgelt. Dies hat zur Folge, dass die privaten Helfer letztlich wie gewerbliche Arbeitnehmer zu versichern sind.

## Privatversicherung
Bei der privaten Versicherung sind regelmäßig auch der Bauherr selbst und seine Familienangehörigen versichert. Vorab kann zwischen einer Schadensregulierung durch lebenslange Rente oder einer hohen Einmalzahlung (Abfindung aller, auch künftiger, Ansprüche) gewählt werden. Meist ist die Zahl der Helfer anzugeben, die maximal zur gleichen Zeit auf der Baustelle anwesend sind. Die Versicherung endet meist mit Abschluss der Bauarbeiten.